# 1915 (szám)
Az 1915 (római számmal: MCMXV) az 1914 és 1916 között található természetes szám.

## A matematikában
A tízes számrendszerbeli 1915-ös a kettes számrendszerben 11101111011, a nyolcas számrendszerben 3573, a tizenhatos számrendszerben 77B alakban írható fel.
Az 1915 páratlan szám, összetett szám, félprím. Kanonikus alakja 51 · 3831, normálalakban az 1,915 · 103 szorzattal írható fel. Négy osztója van a természetes számok halmazán, ezek növekvő sorrendben: 1, 5, 383 és 1915.
Az 1915 hatvanhét szám valódiosztóösszeg-függvényeként áll elő, ezek közül legkisebb a 4773.